# Descripteurs du vin

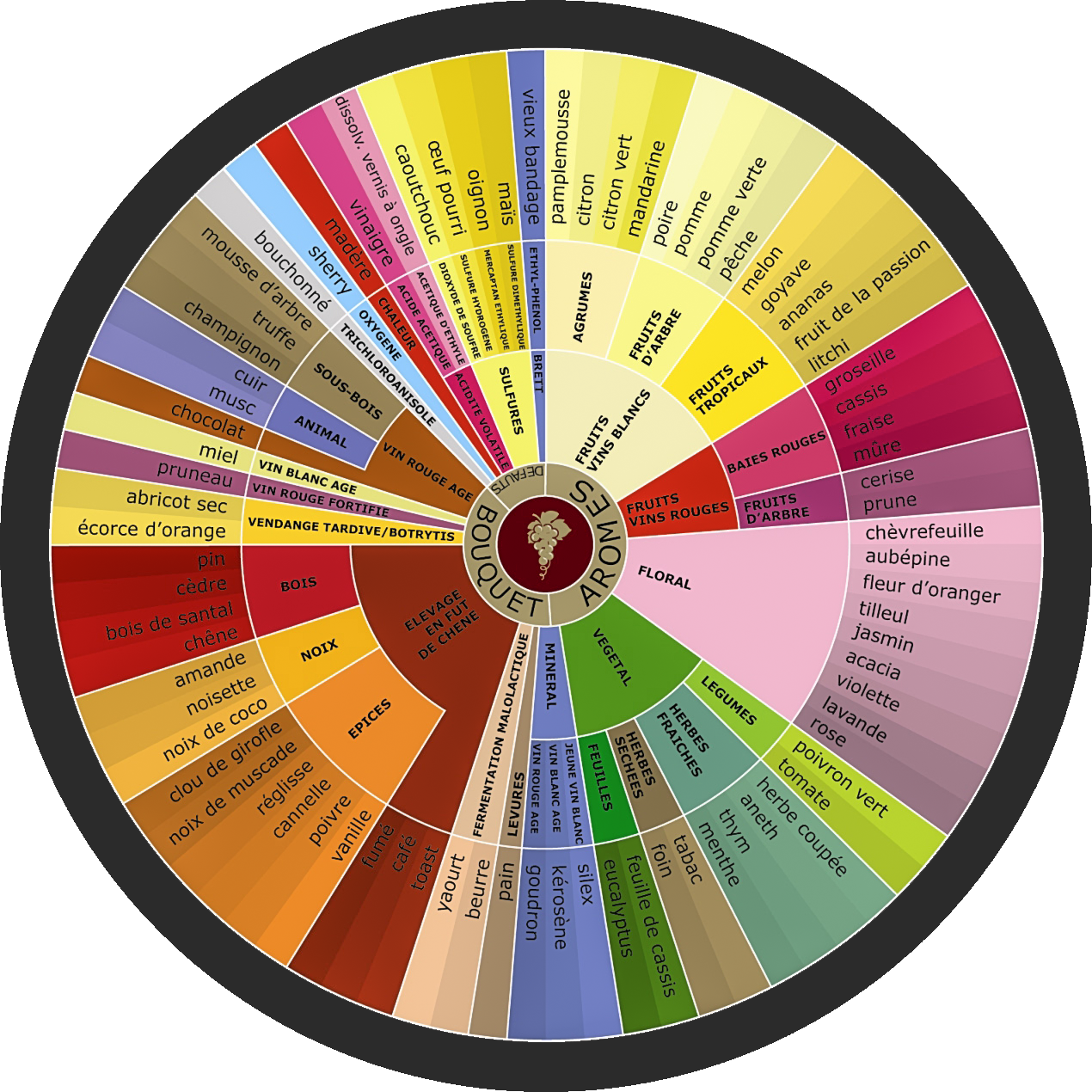
Roue des arômes du vin.

L'utilisation de descripteurs du vin permet de décrire les vins à l’aide d’une liste de termes qui peuvent être employés lors de la dégustation du vin afin d'évaluer sa qualité globale. 

## Histoire
Au fil du temps, les modes et les préférences font évoluer la dégustation, ainsi que son vocabulaire. Au XIIIe siècle, ce sont les vins jeunes qui sont préférés (moins d'un an), clairets, et francs (à l'opposé des vins modifiés dans l'Antiquité).
Au XIVe siècle et XVe siècle, la dégustation voit apparaître des termes suivant le courant de l'amour courtois, sur les registres émotionnels et tactiles. Apparaît aussi pour la première fois la notion commerciale de « loyal et marchand », toujours utilisée aujourd'hui pour définir un vin qui respecte les limites législatives fixées.
Bien que la pratique de la dégustation soit aussi ancienne que l'histoire de la vigne et du vin, le terme « dégustation » n’apparaît qu’en 1519. La méthodologie se formalise lentement à partir du XIVe siècle, reste rare jusqu’à la fin du XVIIIe siècle, où Linné, Poncelet, et d'autres remettent au goût du jour la compréhension de la dégustation. Dans la culture à cette époque, Rabelais utilise déjà des métaphores pour parler de la dégustation,, un peu plus tard Molière également,.

## Utilisation
Si les descriptions des flaveurs et des arômes du vin effectuées par les experts sont plus précises et conduisent à de meilleures performances d’appariement (reconnaissance des vins à partir de leurs descriptions) que celles effectuées par les novices, les travaux des neurophysiologistes montrent que l'analyse de la dégustation d'un vin reste subjective quantitativement et qualitativement car les perceptions sont un continuum de stimuli et de sensibilités et que les descripteurs sémantiques ne peuvent résumer la multiplicité et la complexité des perceptions.De plus, un sondage réalisé en 2013 révèle que les consommateurs jugent surannés voire prétentieux les descripteurs utilisés par les dégustateurs professionnels ou sur les contre-étiquettes.

## Descripteurs visuels
- couleur
- intensité : pâle, légère, intense, foncée, sombre
- teinte : selon type de vin blanc ou rouge
- voilé : vin trouble

## Descripteurs aromatiques
Ce qui suit est une liste possible de descripteurs du vin, relatifs à l'odorat. Cette liste est dérivée de « la roue des arômes du vin » d'Ann C. Noble :

### Généraux
- bouquet[9]
  - bouquet d'oxydation (vin conservé dans des fûts incomplètement pleins, développant des arômes tertiaires de pomme, de coing, puis d'amandes, de noix, de rancio)
  - bouquet de réduction (vin vieilli en bouteille fermée et à l’abri de l’air, développant des arômes tertiaires évoquant des animaux[10] — cuir, venaison, fourrure — ou végétaux — sous-bois, champignon —)
- bouqueté : vin au profil aromatique riche
- éventé : vin qui a perdu son bouquet

### Boisé
- Phénolique : phénol, vanille
- Résineux : pin, cèdre
- Autres : chêne américain, chêne européen, liège

### Empyreumatique
- Caramel : confiture de fraise, miel, diacétyle, caramel au beurre, soja
- Empyreumatique : bois fumé, pain grillé, torréfié (chocolat, café)

### Chimique
- Hydrocarbures : goudron, plastique, kérosène, gazole
- Soufré : caoutchouc, hydrogène sulfureux, mercaptan, oignon, ail, choux, allumette brûlée, laine mouillée, lumière, musc, poisson
- Papier : filtre (cellulose), carton pâte, papier mâché
- Piquant: acétate d'éthyle, acide acétique, éthanol, anhydride sulfureux
- Autres : alcools supérieurs, acide sorbique, savon

### Épicés
Vanille,poivre, cannelle, réglisse, noix de muscade, clou de girofle, anis.

### Floral
Chèvrefeuille, aubépine, fleur d’oranger, tilleul, jasmin, acacia, violette, lavande, rose.

### Fruité
Évolution du fruit : frais > compoté > cuit > confituré > confit > sec.
- Fruits verts : kiwi, citron vert, melon vert, groseille à maquereau
- Fruits blancs : pomme, poire, pêche de vigne, coing
- Fruits rouges : fraise, framboise, groseille, cerise
- Fruits noirs : mûre, myrtille, cassis
- Fruits jaunes : pêche, abricot, nectarine, brugnon, prune
- Fruits exotiques : ananas, mangue, fruits de la passion, figue, datte, litchi
- Agrumes : citron, orange, pamplemousse, écorce d'orange, zeste, zeste confit
- Fruits secs : amande, noix, noisette, raisin sec, figue sèche, pistache, pruneau cuit

### Minéral
Descripteur artificiel car la teneur en minéraux dans les vins est trop faible pour être détectée par le goût. La minéralité du vin ne provient donc pas des nutriments du sol mais probablement de molécules formées au cours de la fermentation alcoolique comme les esters ou les thiols.
- Roches : pierre à fusil, silex, caillou, argile, hydrocarbure
- Métaux : cuivre, fer, aluminium

### Microbiologique
- Levures : levure, lie de vin
- Fermentaire : choucroute, acide butyrique, sueur, acide lactique
- Autres : cheval, souris

### Végétal
- Frais : rafle de raisin, herbacé, poivron, eucalyptus, menthe
- Légumes : haricot vert, asperge, olive, artichaut
- Sec : foin/paille, tabac, thé

### Terreux
- Terreux : géosmine, poussiéreux, ciment/béton, champignon[12]
- Moisi :  bouchon moisi, mildiou, cave[13]

### Défauts
- Oxydé : acétaldéhyde

## Descripteurs gustatifs
« La verbalisation de l'expérience olfactive est généralement laissée au hasard de l'expérience individuelle », ce qui explique que le vocabulaire du vin est caractérisé par de nombreuses métaphores et métonymes anthropomorphiques (nez, bouche, corps du vin), ainsi que d'importantes variations linguistiques. De plus, selon la théorie de l'interactionnisme, la négociation entre les participants à une dégustation peut conduire à un « effet leader » qui impose son vocabulaire. Ainsi, bien qu'il existe des procédures consensuelles d'évaluation sensorielle, le vocabulaire du vin n'est pas normalisé : vocabulaire populaire voire argotique apparu à la fin du Moyen Âge, style rhétorique au XVIIe siècle (vin aimable, coquin, généreux, etc.), style esthétique à la fin du XIXe siècle (vin étoffé, charpenté, qui fait référence à une œuvre d'art), vocabulaire plus scientifique à la fin du XXe siècle (roue des arômes du vin, intensité, caudalies). Ce qui suit est une liste incomplète (le glossaire du vin Hachette en recense 1 654) des termes ambigus ou imprécis décrivant sensoriellement le vin,, : 
- acerbe : vin vert, trop âpre, trop acide. Défaut très grave dû à un excès de tanin
- agressif : vin trop acide
- aimable : vin agréable, sans caractère prédominant
- ample : vin qui occupe pleinement et longuement la bouche
- aqueux : vin qui paraît dilué car peu concentré
- austère : vin trop riche en tannin et trop jeune
- bourru : vin jeune, trouble car non encore clarifié
- capiteux : vin riche en alcool
- cassé : vin qui a perdu de sa saveur
- charnu, avoir du corps : vin qui apporte plénitude et densité en bouche par son taux d’alcool, de tanins et son équilibre. Les œnologues ont diverses définitions du corps du vin, qualifié aussi de toucher en bouche, et lui donnant parfois pour synonyme de chair ou charpente[Note 3]
- charpenté : vin robuste avec prédominance tannique
- consistance du vin : onctuosité, fluidité
- corsé : vin charpenté, gras et riche en alcool
- coulant : vin souple et agréable, se buvant facilement (synonyme de gouleyant)
- court : un vin qui laisse peu de souvenir en bouche
- décharné : vin sans chair, sans moelleux
- degré
  - en sucre : mordant < dur < ferme < fondu < onctueux < mielleux < douceâtre < pâteux
  - d'alcool : plat < maigre < mince < léger < velouté < puissant < généreux < opulent < capiteux
  - d'acidité : lourd < épais < frais < vif < nerveux < acidulé < vert < acide
  - d'amertume et d'astringence : coulant < gouleyant < soyeux < charpenté < tannique < rêche < âpre
- délicat : vin léger et fin
- dur : vin trop riche en tanins et en acidité
- enveloppé : vin riche en alcool avec du moelleux et du gras
- épanoui : vin dont le bouquet se déploie intégralement
- enjoué : vin jeune, plaisant, guilleret
- équilibré : acidité, moelleux et astringence en harmonie, sans prédominance
- étoffé : vin robuste et vigoureux
- fatigué : vin aux qualités gustatives provisoirement amoindries à la suite d'un soutirage, d'un filtrage, d'un tirage ou du transport ou vin, jeune ou vieux, qui a dépassé son apogée, sa courbe d’évolution sensorielle ne pouvant plus progresser positivement
- ferme : vin trop jeune qui n'a pas acquis son bouquet définitif
- fondu : vin généralement âgé aux saveurs harmonieusement mêlées
- foxé : vin dont l'arôme rappelle celle du renard
- frais : vin jeune et léger, légèrement acide qui donne une impression de fraîcheur en bouche
- franc : vin qui a le goût de son raisin, sans fausse note
- gouleyant : vin facile à boire, léger, souple et agréable (synonyme de coulant)
- gras : vin moelleux, souple
- généreux : vin tonifiant, riche en alcool, mais pas fatigant
- léger : vin léger en alcool, en coloration, à boire rapidement
- lourd : vin chargé en alcool, en tanins, manque d’acidité
- maigre : vin qui manque de corps
- mordant : vin nerveux et sec
- mou : vin manquant d’acidité
- nerveux : vin légèrement acide
- onctueux : gras en bouche, impression de douceur due à une richesse notamment en glycérol
- perlant : vin légèrement pétillant
- pétillant : vin mousseux léger
- plat : vin sans arôme
- plein : vin charnu, ferme, ample
- pointu : vin un peu trop acide
- puissant : vin plein, chargé d’alcool, de matière et d’arômes
- racé : vin qui possède toutes les qualités de son cru
- râpeux : vin rouge aux tanins très présents
- rêche : vin légèrement râpeux
- riche : vin généreux et équilibré
- rond : vin charnu, souple, moelleux, aux tanins non agressifs
- solide : vin bien charpenté
- souple : vin de faible acidité lors de l’attaque en bouche
- suave : vin moelleux, équilibré et parfumé
- tendre : vin légèrement déficient en tanin
- tranquille : vin non effervescent
- vert : vin à l’acidité excessive
- vif : frais et léger
- vineux : vin riche en alcool et en tannin
- velouté : vin fin et moelleux, faible en acidité, fort en glycérol
- viril : vin bien charpenté, puissant